# Cylindromyia signatipennis
Cylindromyia signatipennis är en tvåvingeart som först beskrevs av Wulp 1892.  Cylindromyia signatipennis ingår i släktet Cylindromyia och familjen parasitflugor. Inga underarter finns listade i Catalogue of Life.